# 39. rozdanie nagród Złotych Malin
39. rozdanie nagród Złotych Malin – ceremonia przeprowadzona 23 lutego 2019 roku mająca na celu „uhonorowanie” najgorszych filmów 2018 roku. Nagrody przyznane zostały na podstawie wyników głosowania członków Golden Raspberry Foundation. Ogłoszenie oficjalnej listy nominowanych odbyło się 21 stycznia 2019 roku.

## Kalendarium
| Data             | Etap                                                                |
| ---------------- | ------------------------------------------------------------------- |
| 1 stycznia 2019  | Rozesłanie formularzy ze wstępnymi nominacjami do członków kapituły |
| 12 stycznia 2019 | Zakończenie nominacji                                               |
| 21 stycznia 2019 | Ogłoszenie nominowanych                                             |
| 1 lutego 2019    | Rozesłanie właściwych formularzy do członków kapituły               |
| 16 lutego 2019   | Zakończenie właściwego głosowania                                   |
| 23 lutego 2019   | 39. rozdanie nagród Złotych Malin i ogłoszenie zwycięzców           |

## Laureaci i nominowani

### Najgorszy film
- Holmes & Watson
  - Robin Hood: Początek
  - Gotti
  - Rozpruci na śmierć
  - Winchester. Dom duchów

### Najgorszy aktor
- Donald Trump – Death of a Nation i Fahrenheit 11/9
  - Johnny Depp – Sherlock Gnom
  - Will Ferrell – Holmes & Watson
  - John Travolta – Gotti
  - Bruce Willis – Życzenie śmierci

### Najgorsza aktorka
- Melissa McCarthy – Dusza towarzystwa i Rozpruci na śmierć
  - Jennifer Garner – Smak zemsty. Peppermint
  - Amber Heard – London Fields
  - Helen Mirren – Winchester. Dom duchów
  - Amanda Seyfried – The Clapper

### Najgorszy aktor drugoplanowy
- John C. Reilly – Holmes & Watson
  - Chris Bridges – Wyszczekani
  - Jamie Foxx – Robin Hood: Początek
  - Joel McHale – Rozpruci na śmierć
  - Justice Smith – Jurassic World: Upadłe królestwo

### Najgorsza aktorka drugoplanowa
- Kellyanne Conway – Fahrenheit 11/9
  - Marcia Gay Harden – Nowe oblicze Greya
  - Kelly Preston – Gotti
  - Jaz Sinclair – Slender Man
  - Melania Trump – Fahrenheit 11/9

### Najgorszy reżyser
- Etan Cohen – Holmes & Watson
  - Kevin Connolly – Gotti
  - James Foley – Nowe oblicze Greya
  - Brian Henson – Rozpruci na śmierć
  - The Spering Brothers – Winchester. Dom duchów

### Najgorszy scenariusz
- Nowe oblicze Greya – Niall Leonard; na podstawie powieści E.L. James
  - Death of a Nation – Dinesh D'Souza i Bruce Schooley; na podstawie powieści D. D'Souzy
  - Gotti – Lem Dobbs i Leo Rossi
  - Rozpruci na śmierć – Todd Berger
  - Winchester. Dom duchów – The Spierig Brothers i Tom Vaughan

### Najgorsza ekranowa ekipa
- Donald Trump i jego samozachowawcza małostkowość – Death of a Nation i Fahrenheit 11/9
  - Tylko dwóch aktorów lub lalki – Rozpruci na śmierć
  - Johnny Depp i jego szybko zanikająca kariera filmowa – Sherlock Gnom
  - Will Ferrell i John C. Reilly – Holmes & Watson
  - Kelly Preston i John Travolta – Gotti

### Najgorszy prequel, sequel, remake lub plagiat
- Holmes & Watson
  - Death of a Nation
  - Życzenie śmierci
  - Meg
  - Robin Hood: Początek

### Odkupienie za Złotą Malinę
- Melissa McCarthy – Czy mi kiedyś wybaczysz?